# De zonen des hemels
De zonen des hemels is een stripverhaal en het derde album in de serie over stripheld Buck Danny. Samen met de verhalen De vliegende tijgers, De zwarte draak en Aanval in Birma vormt deze strip een samenhangend geheel.

## Het verhaal
Buck Danny wordt uit verlof teruggeroepen om het "Vliegende Tijgers" eskader in China te gaan vervoegen. Op weg naar zijn nieuwe basis ontmoet, de gepromoveerde Danny voor het eerst Sonny Tuckson en Jerry Tumbler. Maar de ontmoeting met Tumbler is echter niet van harte. Tumbler verwijt Danny namelijk, dat door de komst van Danny, Tumbler zijn promotie gemist heeft.
Onder de piloten is er echter ook een Japanse spion aanwezig, deze probeert op allerlei manieren de operaties van de "Vliegende Tijgers" te verstoren.
Op een missie wordt Tumbler neergeschoten. Buck waagt zijn eigen leven en vliegtuig om hem te redden, terwijl Sonny en Stinson hem dekking geven. Buck slaagt in zijn opzet, maar Sonny crasht achter vijandige linies.
Opnieuw zet Buck een reddingsactie op poten maar door toedoen van de spion verloop deze niet zoals gepland. Met de hulp van een paar Chinese boeren, het Chinese verzet en een ultieme opoffering van Stinson kunnen Buck en Sonny toch ontsnappen aan de Japanners.

## Vliegtuigen in de strip
- Douglas C-47 Skytrain
- Consildated B-24 Liberator
- Boeing B-17 Flying Fortress
- Aichi D1A
- Short Sunderland
- Douglas C-54 Skymaster
- Bell P-39 Airacobra
- North American P-51 Mustang
- Curtiss P-40 Warhawk
- Mitsubishi A6M Zero
- North American B-25 Mitchell
- Grumman TBF Avenger
- Mitsubishi G4M Betty

## Achtergronden bij het verhaal
De manier waarop Buck, Tumbler redde is minder verzonnen dan het wellicht lijkt. Er zijn verschillende verhalen bekend over piloten die met hun toestel tijdens een gevecht achter vijandige linies landen om er een pas neergeschoten collega op te pikken.